# Сантана (футбольный клуб, Сан-Томе и Принсипи)
«Сантана» (порт. Santana Futebol Clube) — футбольный клуб из города Сантана, округа Кантагалу, Сан-Томе и Принсипи. Домашний стадион — «Сантана». Команда в сезоне 2017 года играет во Втором дивизионе чемпионата острова Сан-Томе. Команда выиграла Чемпионат Сан-Томе и Принсипи в 1991 году, став седьмой командой, когда-либо завоевывавшей этот трофей. В этом же году клуб завоевал национальный кубок. В 1999 году клуб стал первым из своей страны, который представлял Сан-Томе и Принсипи в любом из континентальных кубков Африки. Клуб Сантана вылетел в региональный Второй дивизион в 2011 году и оставался там в течение трех сезонов, пока не вернулся в Первый дивизион острова Сан-Томе. Сантана провел три сезона в Первом дивизионе, в 2016 году клуб занял 11-е (предпоследнее) место, которое находилось в зоне вылета. Команда является одной из двух команд округа Кантагалу, и соперничество с клубом 6 сентября, полушившего повышение во Второй дивизион в 2016 году, продолжится в сезоне 2017.

## Достижения
- Чемпион Сан-Томе и Принсипи (1): 1991
- Лига Сан-Томе (1): 1991
- Обладатель Кубка Сан-Томе и Принсипи (1): 1991

## ТурнирыКАФ
- Лига чемпионов КАФ: 1999 — предварительный раунд (клуб снялся)